# Jennifer Garner
Jennifer Anne Garner (Houston, 1972. április 17. –) Golden Globe-díjas amerikai színésznő, producer. 
Miután a Pearl Harbor – Égi háború (2001) című filmben mellékszerepet kapott, 2001 és 2006 között az ABC Alias című akcióthriller-sorozatában alakította a főszereplőt, Sydney Bristow CIA ügynököt. Sorozatbeli munkásságával Golden Globe- és Screen Actors Guild-díjat nyert, továbbá négy alkalommal jelölték  Primetime Emmy-díjra. Eközben szerepelt a Kapj el, ha tudsz (2002) és a Hirtelen 30 (2004) című filmekben is – utóbbival nagy kritikai sikert aratott. A 2000-es évek folyamán fő-, illetve mellékszerepekben feltűnt a Daredevil – A fenegyerek (2003) és az Elektra (2005) című szuperhősfilmekben, a Juno (2007) című vígjáték-drámában és a Lódító hódító (2009) című fantasy-vígjátékban.
A 2010-es években bemutatott filmjei közé tartozik a Valentin nap (2010) című romantikus film, a Timothy Green különös élete (2012) című fantasy témájú vígjáték-dráma, a Mielőtt meghaltam (2013) című életrajzi dráma, az Egy igazán csodás nap (2014) című vígjáték, valamint a Mennyei csodák (2016) és a Kszi, Simon (2018) című filmdrámák. Leggyakoribb magyar szinkronhangja Kisfalvi Krisztina.
Aktivistaként számos jótékony, főként gyermekekkel kapcsolatos társadalmi ügyet szolgál. 1998 és 2003 között párkapcsolatban, majd házasságban élt Scott Foley színésszel. Garner 2005-ben ment feleségül Ben Affleckhez, akivel 2015-ben különköltöztek és 2018-ban elváltak. Házasságukból három gyermekük született.

## Életrajz

### Életének első szakasza
Garner a texasi Houstonban született a tanár Patricia Ann és a vegyészmérnök Billy Jack Garner gyermekeként. Ő a középső gyermek két lánytestvére, Melissa Garner és Susannah Garner között. A családja metodista. 3 évesen kezdett balettórákat venni, amit egész fiatalkorán át folytatott. Habár elismerte, hogy szeret táncolni, soha nem törekedett arra, hogy balett-táncosnő legyen. 4 éves korában, az apja munkahelye miatt a család Charlestonba költözött és Garner az egyetemi évekig ott lakott.
A charlestoni George Washington High School-ban 1990-ben végzett, középiskolás évei alatt szaxofonon játszott. Ezután beiratkozott a Denison University-re kémiát tanulni. Felismerte, hogy jobban szereti a szereplést, mint a tudományt, ezért fő tárgynak a drámát választotta. 1994-ben végezte el a Denisont és úgy döntött, hogy a drámatanulmányait a Yale University-n folytatja. 1995-ben meglátogatta egy barátját New York-ban és elhatározta, hogy színész lesz.

### Karrier

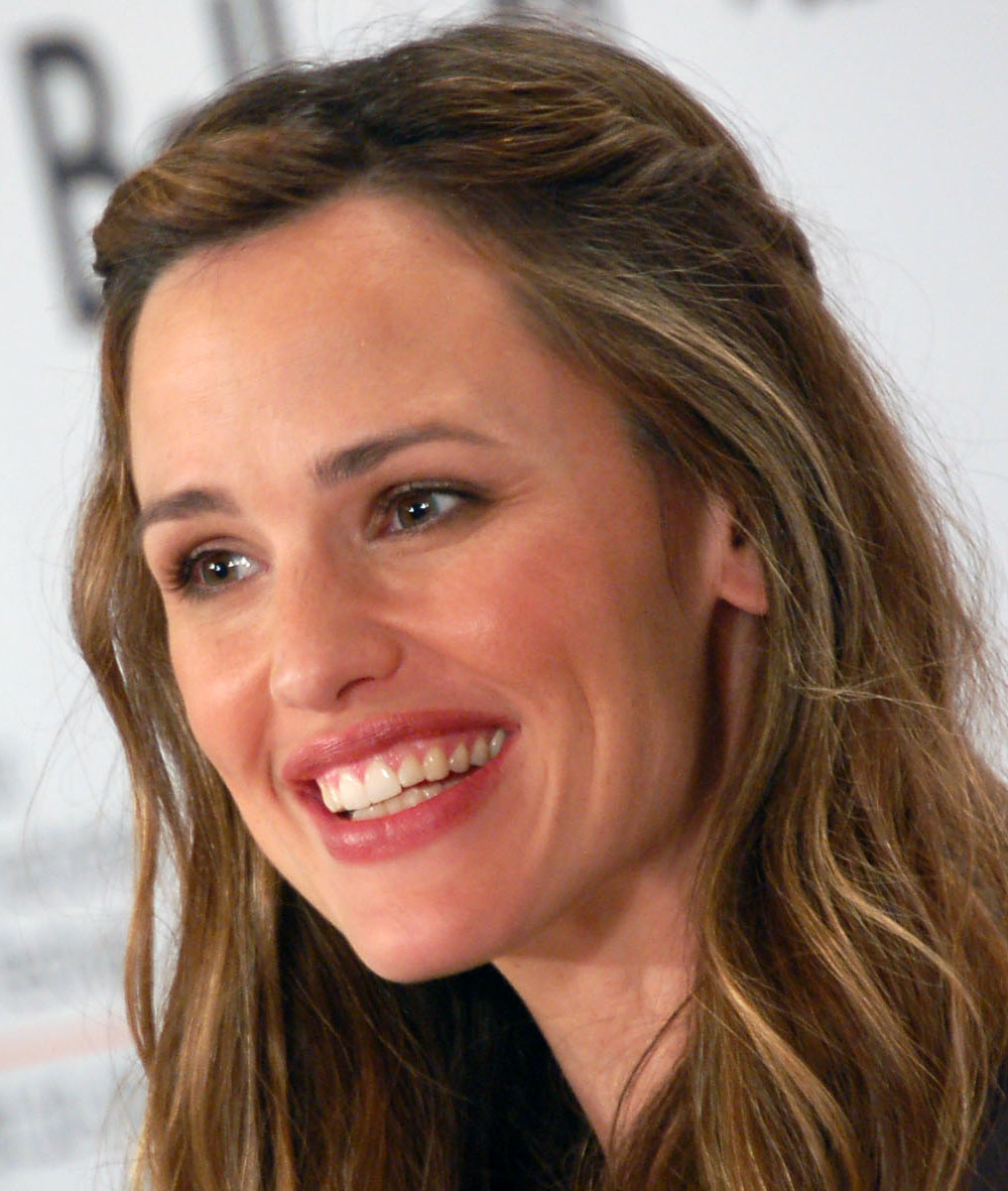
A Lódító hódító sajtótájékoztatóján 2009-ben

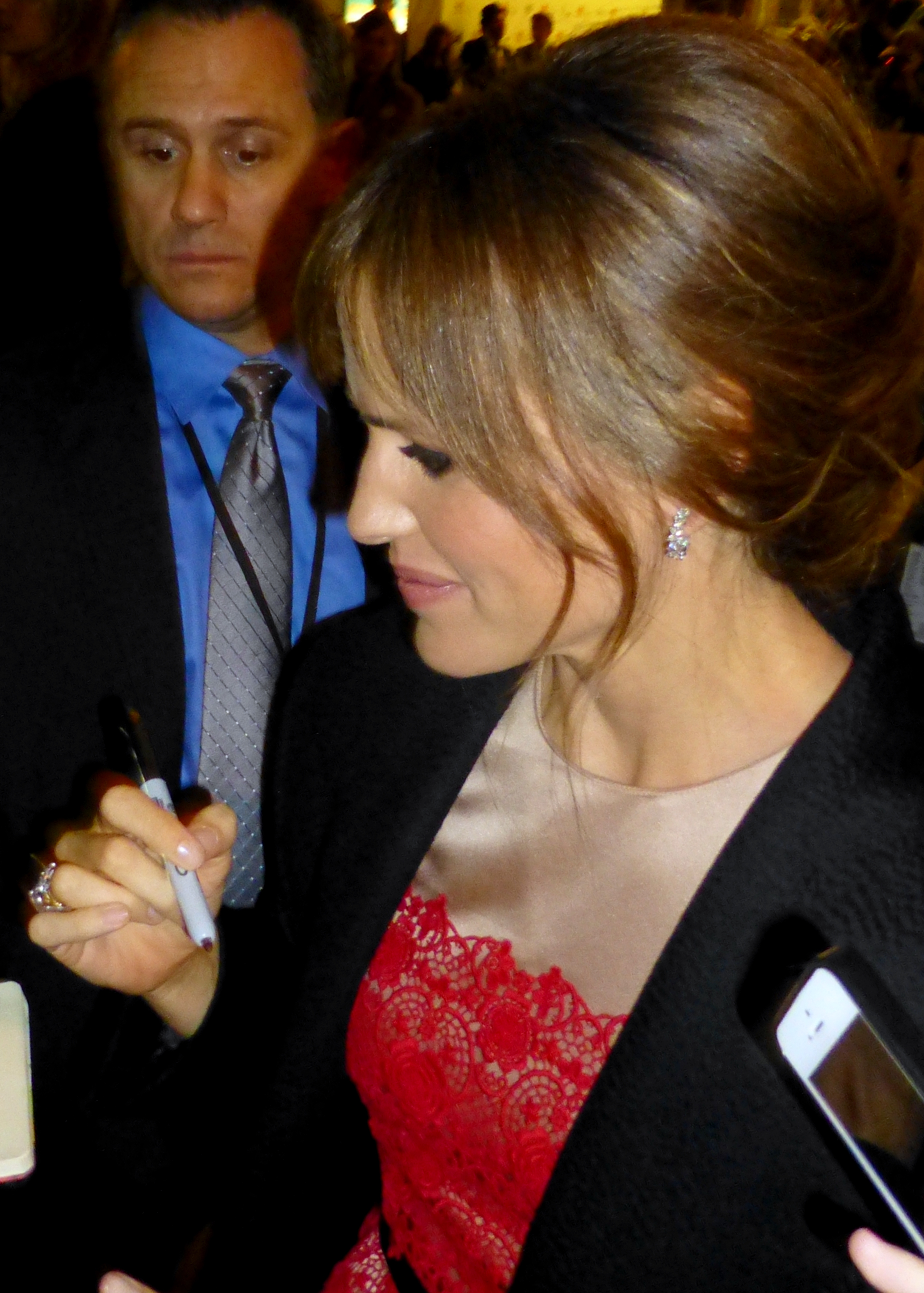
A Mielőtt meghaltam premierjén a Torontói Nemzetközi Filmfesztiválon 2013-ban

Garner New Yorkban 150 dollárt keresett egy héten beugró színészként egy darabban. Megkapta az első szerepét a tévében, a Zoya című film egy részében, Danielle Steel regénye alapján. A következő szerepei két rövid életű tv-sorozatban voltak: Significant Others és a Time of Your Life. Garner feltűnt a Hé haver, hol a kocsim? című vígjátékban, amelyben Ashton Kutcher barátnőjét alakította. 2001-ben a nagy költségvetésű Pearl Harbor – Égi háború-ban szerepelt Kate Beckinsale és Ben Affleck társaságában (aki később Garner férje lett).
2001-ben J. J. Abrams felkérte Garnert, hogy szerepeljen egy új sorozatban, amit az ABC-nek készít. Garner részt vett a meghallgatáson és megkapta Sydney Bristow szerepét egy kémtörténetben, az Alias-ban. A sorozatnak nagy sikere lett és Garner megnyerte a legjobb televíziós sorozatban szereplő színésznő díját a 2002 januárjában megrendezett Golden Globe-díjátadón. Az Alias csak pár hónapja szerepelt a tv-ben, és Garner megnyerte a díjat a szezon epizódjainak a felénél. A sorozat sikeres volt, az ötödik rövid szezont 2006 májusában fejezték be (Garner terhességének következtében, amit a történetbe is beleírtak). Garner fizetése a sorozat kezdetén 45 000 dollár volt epizódonként, amely a végére 150 000 dollárra emelkedett. A sorozat alatt Garnert ötször jelölték Golden Globe-díjra a kimagasló szerepléséért, és szintén ötször jelölték Emmy-díjra. 2005-ben megnyerte a Screen Actors Guild színészi díját. 2005 márciusában Garner rendezte az Alias negyedik szezonjának In Dream című epizódját.
Az Alias kezdeti sikerei után Garner visszatért egy kisebb szerephez Steven Spielberg Kapj el, ha tudsz című darabjában, és Ben Affleck mellett játszotta Elektra Natchiost a Daredevil – A fenegyerek című akciófilmben. Garner megmutatta komikus oldalát egy romantikus filmben.
2004 júniusa és 2005 júniusa között 14 millió dollárt keresett. A 2006-os Academy Awards-on Garner megbotlott a leomló ruhájában, amelyet Michael Kors készített, miközben az emelvényre ment fel, hogy átadja a hangmérnöki díjat. Elvesztette az egyensúlyát, de nem esett el és a nevetve hozzátette: "Végzem a dolgom!"
Garner jelenlegi filmje a romantikus Catch and Release. Egy produkciós céget alapított, melynek neve Vandalia Films. Ezzel a céggel készítette első filmjét 2007-ben. Ő a producere a Sabbatical és a Be with You című filmeknek. Garner szerepel a Jason Reitman rendezte komikus drámában, a Juno-ban, amelynek a forgatását 2007 februárjában kezdték Vancouver-ben.

### Magánélete
2000. október 19-én Garner hozzáment a színész Scott Foley-hoz. Miután 2003 márciusában szétváltak, 2003 májusában benyújtotta a válópert. Eloszlatva a hűtlenségről szóló híreszteléseket, Foley azt állította, hogy a válásuk oka Garner megnövekedett hírneve az Alias sikere után. Hasonlóan, Garner állította, hogy a hollywoodi élet vezetett a házasságuk megromlásához.
Garner közismert arról, hogy a magánéletét nem teszi közhírré. Ez látszódott a Michael Vartannal és Ben Affleckkel folytatott viszonyában. A Michael Vartannal való kapcsolatában soha nem jelentek meg a nyilvánosság előtt együtt, és csak 2003 augusztusában erősítették meg a kapcsolatukról szóló hírt. 2004 márciusában ért véget a kapcsolatuk, de ezt Garner csak 2004 augusztusában erősítette meg. Ennek ellenére közeli barátok maradtak.
Garner kapcsolata a Daredevil társszereplőjével, Ben Affleckkel szintén nagyon visszafogott volt, amely 2004 júliusában kezdődött. Pár hónappal a kapcsolatuk kezdete után egy lesifotósnak sikerült lefényképeznie őket együtt. A nyilvánosság előtt mindketten tagadták a kapcsolatukat. Amikor hírek kezdtek el terjedni arról, hogy Garner terhes, szintén tagadta ezt a híresztelést. Garner 33. születésnapján Affleck megkérte a kezét egy 4,5 karátos gyémántgyűrűvel. A pár 2005. június 29-én házasodott meg egy ünnepélyen a Turks és a Caicos szigeteken. Végül a házasságot és a terhességet is nyilvánosságra hozták. A terhessége miatt az Alias ötödik szezonjában a 22 epizódot 17-re csökkentették azért, hogy Garner szülési szabadságra tudjon menni. 2005. december 1-jén született meg a gyermeke, a neve Violet Anne Affleck.
Garner szeret főzni, kertészkedni, kirándulni és kick-boxolni (az utóbbi hobbiját az Alias tréningje alatt szerezte). Jó barátságban áll a színésznő Jean Louisa Kelly-vel, aki interjút készített Garnerrel.

## Filmográfia

### Film
| Év   | Magyar cím                    | Eredeti cím                                                 | Szerep                  | Magyar hang        |
| ---- | ----------------------------- | ----------------------------------------------------------- | ----------------------- | ------------------ |
| 1997 |                               | In Harm's Way (rövidfilm)                                   | Kelly                   |                    |
| 1997 | Agyament Harry                | Deconstructing Harry                                        | nő a liftben            |                    |
| 1997 | Washington Square             | Washington Square                                           | Marian Almond           | Németh Borbála     |
| 1997 | Mr. Magoo                     | Mr. Magoo                                                   | Stacey Sampanahoditra   | Gubás Gabi         |
| 1998 |                               | 1999                                                        | Annabell                |                    |
| 2000 | Hé, haver, hol a kocsim?      | Dude, Where's My Car?                                       | Wanda                   | Nemes Takách Kata  |
| 2001 |                               | Rennie's Landing (Stealing Time)                            | Kiley Bradshaw          |                    |
| 2001 | Pearl Harbor – Égi háború     | Pearl Harbor                                                | Sandra nővér            | Bíró Kriszta       |
| 2002 | Kapj el, ha tudsz             | Catch Me If You Can                                         | Cheryl Ann (cameo)      | Madarász Éva       |
| 2003 | Daredevil – A fenegyerek      | Daredevil                                                   | Elektra Natchios        | Németh Borbála     |
| 2004 | Hirtelen 30                   | 13 Going on 30                                              | Jenna Rink              | Kisfalvi Krisztina |
| 2005 | Elektra                       | Elektra                                                     | Elektra Natchios        | Kisfalvi Krisztina |
| 2006 | Kettőt találhatsz             | Catch and Release                                           | Gray Wheeler            | Kisfalvi Krisztina |
| 2007 | A királyság                   | The Kingdom                                                 | Janet Mayes             | Kisfalvi Krisztina |
| 2007 | Juno                          | Juno                                                        | Vanessa Loring          | Kisfalvi Krisztina |
| 2009 | Excsajok szelleme             | Ghosts of Girlfriends Past                                  | Jenny Perotti           | Kisfalvi Krisztina |
| 2009 | Lódító hódító                 | The Invention of Lying                                      | Anna McDoogles          | Kisfalvi Krisztina |
| 2010 | Valentin nap                  | Valentine's Day                                             | Julia Fitzpatrick       | Kisfalvi Krisztina |
| 2011 | Arthur, a legjobb parti       | Arthur                                                      | Susan Johnson           | Kisfalvi Krisztina |
| 2011 | Vaj                           | Butter                                                      | Laura Pickler           | Kisfalvi Krisztina |
| 2012 | Timothy Green különös élete   | The Odd Life of Timothy Green                               | Cindy Green             | Németh Borbála     |
| 2013 | Mielőtt meghaltam             | Dallas Buyers Club                                          | Dr. Eve Saks            | Kisfalvi Krisztina |
| 2014 | Újoncok napja                 | Draft Day                                                   | Ali Parker              | Kisfalvi Krisztina |
| 2014 | Férfiak, nők és gyerekek      | Men, Women & Children                                       | Patricia Beltmeyer      | Kisfalvi Krisztina |
| 2014 | Egy igazán csodás nap         | Alexander and the Terrible, Horrible, No Good, Very Bad Day | Kelly Cooper            | Kisfalvi Krisztina |
| 2015 | Danny Collins                 | Danny Collins                                               | Samantha Leigh Donnelly | Kisfalvi Krisztina |
| 2016 | Mennyei csodák                | Miracles from Heaven                                        | Christy Beam            | Kisfalvi Krisztina |
| 2016 | Anyák napja                   | Mother's Day                                                | Dana Barton             | Zakariás Éva       |
| 2016 | Kilenc élet                   | Nine Lives                                                  | Lara Brand              | Kisfalvi Krisztina |
| 2016 | Wakefield                     | Wakefield                                                   | Diana Wakefield         | Kisfalvi Krisztina |
| 2017 | A nagy esemény                | A Happening of Monumental Proportions                       | Nadine                  |                    |
| 2017 | Otthonom Palos Verdes         | The Tribes of Palos Verdes                                  | Sandy Mason             | Kisfalvi Krisztina |
| 2018 | Kszi, Simon                   | Love, Simon                                                 | Emily Spier             | Kisfalvi Krisztina |
| 2018 | Peppermint – A bosszú angyala | Peppermint                                                  | Riley North             | Kisfalvi Krisztina |
| 2019 | Csodapark                     | Wonder Park                                                 | anya (hangja)           | Ördög Nóra         |
| 2021 | Igen nap                      | Yes Day                                                     | Allison Torres          | Kisfalvi Krisztina |
| 2022 | Az Adam-projekt               | The Adam Project                                            | Ellie Reed              | Kisfalvi Krisztina |
| 2023 | Családi cserebere             | Family Switch                                               | Jess Walker             | Kisfalvi Krisztina |
| 2024 | Deadpool & Rozsomák           | Deadpool & Wolverine                                        | Elektra Natchios        | Kisfalvi Krisztina |

### Televízió
| Év        | Magyar cím                         | Eredeti cím                        | Szerep                      | Megjegyzések                                                                                                |
| --------- | ---------------------------------- | ---------------------------------- | --------------------------- | --- |
| 1995      |                                    | Danielle Steel's Zoya              | Sasha                       | tévéfilm |
| 1996      |                                    | Harvest of Fire                    | Sarah Troyer                | tévéfilm |
| 1996      | Texasi krónikák: A Holtak útján    | Dead Man's Walk                    | Clara Forsythe              | minisorozat (2 epizód)                                                                                      |
| 1996      |                                    | Swift Justice                      | Allison                     | 1 epizód |
| 1996      | Esküdt ellenségek                  | Law & Order                        | Jaime                       | 1 epizód |
| 1996      | Kerge város                        | Spin City                          | Becky                       | 1 epizód |
| 1997      |                                    | The Player                         | Celia Levison               | tévéfilm |
| 1997      |                                    | Rose Hill                          | Mary Rose Clayborne         | tévéfilm |
| 1998      |                                    | Significant Others                 | Nell Glennon                | főszereplő (minisorozat, 6 epizód)                                                                          |
| 1998      |                                    | Felicity                           | Hannah Bibb                 | három epizód                                                                                                |
| 1999      | Utórengés: Földindulás New Yorkban | Aftershock: Earthquake in New York | Diane Agostini              | minisorozat (2 epizód)                                                                                      |
| 1999      | A Kaméleon                         | The Pretender                      | Billie Vaughn               | 1 epizód |
| 1999–2000 |                                    | Time of Your Life                  | Romy Sullivan               | főszereplő (19 epizód)                                                                                      |
| 2001–2006 | Alias                              | Alias                              | Sydney Bristow              | - főszereplő (105 epizód) - rendező (1 epizód) - producer (17 epizód) - magyar hangja: - Kisfalvi Krisztina |
| 2003      | Saturday Night Live                | Saturday Night Live                | házigazda                   | 1 epizód |
| 2003      | A Simpson család                   | The Simpsons                       | önmaga (hangja)             | 1 epizód |
| 2008      |                                    | Great Performances                 | Roxane                      | 1 epizód |
| 2013      | Locsi-fecsi Márta                  | Martha Speaks                      | Jennifer (hangja)           | 1 epizód |
| 2018–2019 | Lám, a láma                        | Llama Llama                        | Mama láma (hangja)          | - főszereplő - magyar hangja: - Andrádi Zsanett                                                             |
| 2018–2019 |                                    | Camping                            | Kathryn McSorley-Jodell     | főszereplő (8 epizód)                                                                                       |
| 2022      | Feltöltés                          | Upload                             | Jennifer Garner rendőrtiszt | 1 epizód |
| 2023      | Partiszerviz színész módra         | Party Down                         | Evie Adler                  | főszereplő                                                                                                  |
| 2023      | Az utolsó szavai                   | The Last Thing He Told Me          | Hannah Hall                 | minisorozat főszereplő és vezető producer                                                                   |

## Díjak és jelölések
- 2002 - Golden Globe-díj - a legjobb színésznő dráma tv-sorozatban (Alias)
- 2005 - Emmy-díj jelölés - a legjobb színésznő dráma sorozatban (Alias)
- 2005 - Golden Globe-díj jelölés - a legjobb színésznő dráma tv-sorozatban (Alias)
- 2004 - Emmy-díj jelölés - a legjobb színésznő dráma sorozatban (Alias)
- 2004 - Golden Globe-díj jelölés - a legjobb színésznő dráma tv-sorozatban (Alias)
- 2003 - Emmy-díj jelölés - a legjobb színésznő dráma sorozatban (Alias)
- 2003 - Golden Globe-díj jelölés - a legjobb színésznő dráma tv-sorozatban (Alias)
- 2002 - Emmy-díj jelölés - a legjobb színésznő dráma sorozatban (Alias)